# Oa och Ob (lok)
Oa- och Ob-loken var tillsammans med Pa de första elloken SJ inköpte för reguljär trafik. SJ hade köpt ellok tidigare men då bara i testsyfte. Loken inköptes vid elektrifieringen av malmbanan och var avsedda för malmtågstrafik. Tillsammans med Pa är loktyperna de enda svenska som har haft en koppelstång mellan motorn och blindaxeln i stället för kuggväxel. Anledningen till detta var svårigheten att tillverka tillräckligt hållbara kuggväxlar. Denna konstruktion resulterade i att motorn fick en rotordiameter av 2050 mm.

## Oa
Oa-loken är tillverkade i Tyskland av Siemens Schuckert Werke. Ursprungligen hade loktypen litt O men fick litt Oa när Oc tillkom. Loktypen är ett dubbellok där varje lokhalva bara har hytt i ena ändan. SJ:s ursprungliga idé var att loktypen skulle ha axelföljden C+C men under konstruktionsarbetet konstaterade Siemens att det inte skulle gå att bygga ett lok med den axelföljden och samtidigt hålla axeltrycksbegränsningen och effektkravet. Detta ledde till att Oa fick en löpaxel.

På den bandelen blev de kvar till 1950-talet varefter de skrotades mellan 1954 och 1960. Ett av loken finns bevarat på museum.
Under driften kom loken att modifieras ett par gånger. Först var det kylsystemet som byggdes om eftersom det drog in för mycket snö. Det andra som ändrades var elsystemet som åtgärdades i början av 1930-talet med bland annat utbyte av huvudtransformator, reglersystem och hjälpmaskiner. 

## Ob
Ob-loken tillverkades av ASEA och Vagn- & Maskinfabriksaktiebolaget i Falun (VMF) levererades i mitten av 1917. De var identiska med Oa så när som på elutrustningen.

## Användning
Loken levererades under 1914 och 1915 och sattes in i trafik mellan Kiruna och Riksgränsen där de framförde malmtåg om 1300 ton. Där tjänstgjorde de tills modernare lok anskaffades. De flyttades då till sträckan Gällivare - Svartöns malmhamn där de framförde malmtåg om 1900 ton.

## Driftserfarenhet
På lok littera Oa och Ob var motorn sammanbyggd med ramverket. Dessa loktyper tillbringade mycket tid på verkstad och presterade åren 1926-1930 endast hälften så många lokkilometer per lok och år som D-loken.